# 양동현
양동현(梁東炫, 1986년 3월 28일 ~ )은 대한민국의 전 축구 선수로서 현역 시절 포지션은 공격수였다.

## 개요
동북중학교를 거쳐 동북고등학교를 중퇴하였다.

## 구단 경력
2002년 대한축구협회의 주도하에 추진한 대한축구협회 우수선수 해외유학 프로젝트 1기에 선발되어 프랑스 FC 메스 유소년팀에 입단하였다. 2003년 FC 메스 U-19팀의 입단 제의를 거절하고 스페인 레알 바야돌리드 유소년팀에 입단 테스트에 합격하여 입단 계약을 맺고 2004년까지 활약하다가 부상으로 인하여 성인 프로 선수 계약에 실패하여 국내로 돌아오게 되었다.
2005년 울산 현대 호랑이에서 데뷔하여, 2007년 하우젠 컵 우승 등에 공헌하였으며, 2007년 윈저어워즈 스트라이커상을 수상하였다.
2009년 부산 아이파크로 이적했고, 2012년부터 1년 9개월 간 경찰 축구단에서 병역 의무를 이행하였으며 2013년 9월 원 소속팀인 부산 아이파크로 복귀하였다.
2014년 7월 17일, 박용지, 김용태와 2대1 트레이드를 통해 친정팀 울산으로 복귀하였으며, 8월 9일에 열린 리그 20라운드 전남과의 경기에서 결승골을 기록하였다. 이후 왼발목 인대 부상을 당하여 시즌을 접을 뻔 했으나 9월 20일에 열린 인천과의 홈 경기에서 선발 출전하였다. 그 후, 10월 19일에 열린 상무와의 홈 경기에서 혼자 2골을 몰아쳐 2-1 승리에 일조하였고, 10월 26일에 열린 성남과의 원정 경기에서 페널티킥으로 동점골을 기록하여 울산은 4-3 극적인 역전승을 이루었으며, 상위 스플릿 진출을 이끌었다. 2015 시즌에는 30경기를 뛰며 8골 3도움을 올리는 맹활약을 펼쳤지만, 스포츠헤르니아(탈장) 증상으로 시즌을 마감했다.
2016년, 포항 스틸러스로 이적하였고, 2016 시즌 32경기에 나서 13골 4도움을 기록하며 자신의 한 해 최다 골 기록을 경신하였다. 2017 시즌에는 포항의 부주장으로 선임되었다.
2017년 10월 8일에 있었던 수원과의 홈 경기에서 극적인 동점골을 기록한 양동현은 이 날 득점으로 포항 소속으로 황선홍보다 4시즌보다 빠른 두 시즌 만에 30골 고지에 올랐다.
2017년 시즌 종료 후 2018년 J리그 세레소 오사카로 이적했다.
2019년 J2리그 아비스파 후쿠오카로 이적했다.
2020시즌을 앞두고 성남 FC에 입단하며 국내 무대로 복귀했다. 2020년 5월 9일 열린 광주 FC와의 K리그 첫 경기에서 멀티골을 넣으며 팀의 2-0 승리를 이끌었다. 하지만, 김남일 성남 감독의 전술상 충분한 기회가 주어지지 않아 5골 밖에 기록하지 못했다.
결국 2020 시즌 후, 김도균 감독의 러브콜을 받고 수원 FC로 이적하였다.
2022 시즌을 앞두고 구단과 1년 재계약을 맺었다.
2월 19일, 시즌 개막전 전북전에 출장했지만 이후 부상으로 나오지 못하였고, 복귀 이후 4월 초에 2경기를 뛰었지만 이후 김현과 라스의 활약으로 출장하지 못하고 있다.
여름 이적 시장에서 안산 그리너스 FC행이 성사 직전까지 갔으나 안산 구단 내부 사정으로 인해 무산되면서 수원에 잔류하게 됐다.
주전 경쟁에서도 밀리고 이적도 무산되자, 수비수로의 포지션 변경을 준비하게 된다. 그리고 8월 15일, 강원과의 경기에서 후반 79분에 교체로 들어오면서 수비수로서의 첫 경기를 치뤘다. 센터백으로서 나름 괜찮은 모습을 보이며 3:2 리드를 지켜내었다.
그 후, 2023년에는 플레잉 코치로 재계약을 체결하였다.
2023 시즌 후, 현역 은퇴를 선언하고, 지도자 준비를 하고 있다.

## 국가 대표 생활
2002년 대한민국 U-17 대표팀에 발탁되어, 2002년에 열린 AFC U-17 축구 선수권 대회에서 준결승전인 우즈베키스탄 U-17과의 경기에서 두 골을 득점하였고, 결승전인 예멘 U-17과의 경기에서 한 골을 득점하여 팀의 우승에 기여하였으며, 2003년에 열린 FIFA U-17 월드컵에서는 스페인과 시에라리온을 상대로 각각 한 골씩 득점하였다. 2008년 하계 올림픽 예선에서 뛰었지만, 부상으로 인하여 최종 명단에서 제외되었다. 2009년 6월 3일 오만과의 친선경기에서 A매치에 데뷔하였다.

## 경력

### 선수 경력
- 2005년 ~ 2008년  울산 현대 호랑이
- 2009년 ~ 2011년  부산 아이파크
- 2012년 ~ 2013년  안산 경찰청 축구단
- 2013년 ~ 2014년  부산 아이파크
- 2014년 ~ 2015년  울산 현대
- 2016년 ~ 2017년  포항 스틸러스
- 2018년  세레소 오사카
- 2019년  아비스파 후쿠오카
- 2020년  성남 FC
- 2020년 ~ 2023년  수원 FC

## 수상

### 개인
- 2007년 윈저어워즈 스트라이커상 수상

### 클럽

#### 울산 현대 호랑이
- K리그 우승 1회 (2005년)
- 하우젠 컵 우승 1회 (2007년)
- 하우젠 컵 준우승 1회 (2005년)
- 대한민국 슈퍼컵 우승 1회 (2006년)
- A3 챔피언스컵 우승 1회 (2006년)

#### 세레소 오사카
- 후지 제록스 슈퍼컵 우승 1회 (2018년)

## 그 외
2016년 12월 15일 포항종합사회복지관과 포항모자원에 쌀 각 100포씩, 총 200포의 쌀을 후원하는 선행을 베풀었다.